# Vincent Hachet
 (janvier 2015).
Si vous disposez d'ouvrages ou d'articles de référence ou si vous connaissez des sites web de qualité traitant du thème abordé ici, merci de compléter l'article en donnant les références utiles à sa vérifiabilité et en les liant à la section « Notes et références ».
Vincent Hachet né le 23 août 1962 à Toul, est un réalisateur français et compositeur de musique. 

## Documentaires
- Vague citoyenne. Surfacturation. Gaspillage. Conflit d’intérêts. Santé publique. Une enquête sur la gestion frauduleuse des marchands de l’eau. Coécriture avec François Guieux. 90 min. Diffusion TELESSONE et TELE BOCAL. Production LABEL VIDÉO, 2014.
- L’Honneur du catcheur. Un tournage en immersion sur le milieu du catch forain français, de la grande époque à ce qu’il est devenu aujourd’hui : un art exutoire et valorisant pour une population jeune et défavorisée. Auteur-réalisateur. 52 min pour TELESSONE et la RTBF. Production Les Films d’un Jour, 2012.
- Radio ideal. Un autodidacte monte une radio libre à Madagascar qui émet à 100 m. 12 min pour le magazine CUT UP. Diffusion ARTE et France Culture, 2011.
- Rintintin, un mythe franco-américain. Comment un berger allemand rescapé de la Première Guerre mondiale devint star du box-office. Une histoire qui naît en Lorraine, une tranche d’Amérique de 1918 jusqu’à nos jours. Coauteur avec Pascale Potrel et réalisateur. 52 min pour France 3. PURPLE Production, 2008.
- L’utopie est-elle soluble dans le patronat ? Jean Prouvé, portrait d’un patron humaniste. L’œuvre et l’engagement social du designer ; comment la finance mit fin aux jours d’un atelier auto-géré. Coauteur avec Jeanne Jattiot et réalisateur. 52 min pour France 3. Production Hors série Films, 2005.
- Merci Professeur Choron. Biographie hommage de 75 min. Émission spéciale diffusée en janvier 2005 sur Canal+.
- Toul, Texas. Souvenir des bases US dans l’est de la France. Quarante ans plus tard, le regard de lorraines ayant quitté leur pays natal pour vivre le rêve américain au bras d’un GI. Coécriture avec Pascale Potrel et réalisation. 52 min pour France 3. Production SOTAVENTO, 2003.

## Magazines TV
Réalisations pour le magazine Dynamo :
- Le constructivisme. Tournage de la démolition du dernier bâtiment constructiviste Bahaus à Moscou 1984.
- Le futurisme. Filippo Tommaso Marinetti dans toute sa spendeur et ses délires.
- Les peintres russes. Confrontation entre peintres officiels et nouvelles tendances picturales pendant la Pérestroïka

Sujets de 13 min. Production : Téléma. Diffusion ARTE-La 7
Réalisations pour les Guignols de l'info.
Pilotes de l'émission, suivi de nombreux sketches. Production et diffusion Canal +.
Réalisations pour L'Œil du Cyclone.
Sujets diffusés entre 1994 à 1998 :
- La vérité sur la guerre du golfe. Rétrospective documentée des dessous inconnus de la Guerre du Golfe
- Ultra Light!. Mensonges et diversions des professionnels de la bonne santé.
- Feu sur le quartier général. Extraits de films chinois de propagande maoïste.
- Tekno. Découverte en musique d'un mouvement balbutiant sur un mix du DJ de Coldcut MTV.
- Les très riches heures de Georges Bernier. Naissance de Hara Kiri raconté par le Professeur Choron et son avocat Claude Barbillon.
- Le grand débat. Avec André Lhuillier dit le Caramel, "philosophe de rue" nancéien revisitant l'actualité avec Ariel Wizman & Édouard Baer.
- L’œil de Moscou. Tout savoir pour bien pratiquer le spiritisme en Russie y compris la résurrection d'un mort sur le Requiem de Mozart !
- Histoire d’eau. Les pêcheurs dans nos campagnes profondes apprennent les grandes leçons de la Démaîeutique.
- 39000 monuments aux morts. Un 11 novembre international en images... Chine, États-Unis, Inde... et plus si affinités.
- Le 1%. Cauchemar esthétique réalisé par des artistes subventionnés qui colorent nos autoroutes et nos écoles... Starring Jack Lang & P. Douste-Blazy.
- Une belge histoire. Portrait de Jean-Jacques Rousseau (sic), auto-proclamé cinéaste de l'absurde, un cinéaste art brut difficile à capter, largement inspiré par Stanley Kubrick et Sergueï Eisenstein.
- Des tripes à la mode Lacan. Psychanalyse d'enfer qu'ont aimerait vivre, avec des images d'Éric Duvivier, neveu du cinéaste Jean Duvivier. Special guests : Antonin Artaud et Jacques Lacan... L'homme au trousseau de clefs.

Production et diffusion Canal +.
- Midnight+. Réalisation de plusieurs sujets.
- Le Bidule. Réalisation de plusieurs modules et de sketches pour Le vrai journal de Karl Zéro.
- Mikrociné. Réalisation de différents épisodes.

## Fictions
Mini-fictions et sketches
- Groland Sat, Journal de Moustik pour Groland, Canal +.
- Les Guignols de l’info pour Nulle Part Ailleurs.
- La quincaillerie Parpassanton. Mise en scène d’objets insolites. Série de 50 x 2 min pour TPS. 2003.

Courts-métrages
- Prehistosso. le 15 août 1993 à Benaudet une équipe d'archéologue chevronnés découvre des squelettes d'animaux préhistoriques sous les yeux ébahis de touristes enchantés. Docu-fiction de 26 min. Production Prehistosso / Le Village Canal+.
- La Capsule, 7 min.
- Triton. mise en image d’une chorégraphie de Philippe Découflé.
- Chicken Kitchen. Prix du Jury au Festival de Clermont-Ferrand. Prix du court-métrage au Festival de Melbourne. Diffusé sur Canal + et France 3.

Moyens-métrages
- Ivre-mort pour la patrie : création d'une opérette sur le thème de la Seconde Guerre Mondiale dans le cadre de la Nuit du Cyclone. Livret écrit par le Professeur Choron. Mise en musique Bertrand Burgalat avec un décor de Philippe Vuillemin. Distribution : Arielle Dombasle, Luis Rego, Christophe Salengro, Alain Chabat, Dick Rivers, Eric Morena, Jackie Berroyer, Plastic Bertrand, Évelyne Leclercq, Magali Caillet, Stéphane Chivot, Muriel Corbel, Charlie Schlingo, Joëlle Le Gua... Diffusion Canal +.
- La Rose des Vents, avec Chick Ortega, Eric Houzelot et Christophe Salengro, diffusé sur Canal +.

Longs-métrages
- La Fabuleuse Aventure de Mister X, téléfilm de 90 min en coréalisation avec Christophe Campos, diffusion Canal +, 1996.
- Ungawa, et Zapoï. Coécriture avec Marc Brucker de deux scénarios pour Canal Studio.

## Autres réalisations
- Habillage pour la chaîne CTV à Canton, 1re télévision indépendante chinoise.
- Clips musicaux : Wromble Experience, Les Double Nelson, Yasid, etc.

## Musique
Création du groupe Geinst Naït (GN) avec Thierry Mérigout : 14 albums réalisés dont le premier est exposé au MOMA de New York. 